# Empire (album d'Arielle Dombasle et Nicolas Ker)
Albums de Arielle Dombasle & Nicolas Ker
La Rivière Atlantique
Singles
1. Just Come Back Alive
Sortie : 28 février 2020
2. Le Grand Hôtel
Sortie : 24 avril 2020
3. Humble Guy
Sortie : 12 juin 2020
4. Twin Kingdom Valley
Sortie : 2 septembre 2020
5. The Palace of the Virgin Queen
Sortie : 2 octobre 2020

Pour les articles homonymes, voir Empire (homonymie).
Empire est le onzième album studio d'Arielle Dombasle (et le troisième album de Nicolas Ker) à paraître le 19 juin 2020.
Le 28 février 2020 sort le premier single extrait d'Empire, intitulé Just Come Back Alive, suivi le 24 avril du deuxième single, Le Grand Hôtel. Le troisième clip extrait d'Empire s'intitule Humble Guy et a fait sa première le 12 juin 2020. Twin Kingdom Valley, le troisième clip extrait de l'album Empire sort le 2 septembre 2020. Le 2 octobre 2020 sort le clip du titre The Palace of the Virgin Queen puis celui de Deconstruction of the Bride, le dernier clip extrait de l'album Empire, sorti le 23 avril 2021, tourné à l'Abbaye Notre-Dame de Longpont peu avant le décès de Nicolas Ker.
Les clips extraits de l'album Empire ont été réalisés par Arielle Dombasle (pour Le Grand Hôtel, Humble Guy, The Palace of the Virgin Queen et Deconsctruction of the Bride) et Thierry Humbert (Makam Film) (pour Just Come Back Alive et Twin Kingdom Valley).

## Origine de l'album
Après avoir tout d'abord collaboré ensemble sur un premier album commun La Rivière Atlantique puis un film Alien Crystal Palace, Arielle Dombasle & Nicolas Ker décident de poursuivre leur aventure artistique avec un nouvel album, Empire.

## Liste des titres
| 1.    | Humble Guy                           | Nicolas Ker | 2:45 |
| 2.    | Twin Kingdom Valley                  | Nicolas Ker | 2:29 |
| 3.    | Desdemona                            | Nicolas Ker | 3:20 |
| 4.    | Le Grand Hôtel                       | Nicolas Ker | 5:06 |
| 5.    | Just Come Back Alive                 | Nicolas Ker | 3:41 |
| 6.    | Lost Little Street Girl              | Nicolas Ker | 3:34 |
| 7.    | The Palace of the Virgin Queen       | Nicolas Ker | 4:06 |
| 8.    | A Simple Life                        | Nicolas Ker | 2:28 |
| 9.    | Deconstruction of the Bride          | Nicolas Ker | 6:23 |
| 10.   | The Drowning Ocean                   | Nicolas Ker | 5:37 |
| 11.   | Enter the Black Light                | Nicolas Ker | 5:10 |
| 12.   | We Bleed for the Ocean (Bonus Track) | Nicolas Ker | 4:19 |
| 44:57 |                                      |             |      |

## Promotion
Initialement annoncé pour une sortie le 24 avril, celle-ci a été repoussée à la suite de la crise sanitaire mondiale de COVID-19 et sort finalement le 19 juin 2020.

## Musiciens
- Arielle Dombasle : voix
- Nicolas Ker : voix
- Henry Graetz : violons et glockenspiel
- Eat Gas : guitares, basse, synthétiseurs, orgue et piano
- Mark Kerr : batteries, sampler, synthétiseur, piano et voix
- Arnaud Roulin : piano, synthétiseurs et orgue
- Maxime Delpierre : guitare électrique
- Juan de Guillebon : guitare électrique
- David Aknin : batterie
- Frédéric Soulard : piano, orgue et synthétiseur

## Réception
Dans Le Figaro, Jean-Baptiste Semerdjian précise que "les deux artistes se complètent parfaitement, l’un sombre et frêle, l’autre solaire et conquérante".
Charline Lecarpentier pour Marie Claire : "Encore des étincelles sur ce nouvel album où new wave et ballades surannées ouvrent les portes d’une galaxie élégante et barrée".
Invités dans l'émission Côté Club de Laurent Goumarre sur France Inter, celui-ci ne tarit pas d'éloges sur l'album : "Point d'orgue de leur collaboration artistique, le nouvel album, Empire, d'Arielle Dombasle et Nicolas Ker est un bijou. Une beauté musicale évidente, une complicité devenue alchimique, deux personnalités opposées qui ne se sont jamais aussi bien complétées que sur les 12 chansons de cet Empire où il fait bon vivre."

## Tournée
| Date              | Ville | Pays   | Salle           |
| ----------------- | ----- | ------ | --------------- |
| 17 septembre 2020 | Paris | France | La Maroquinerie |